# Korrupció

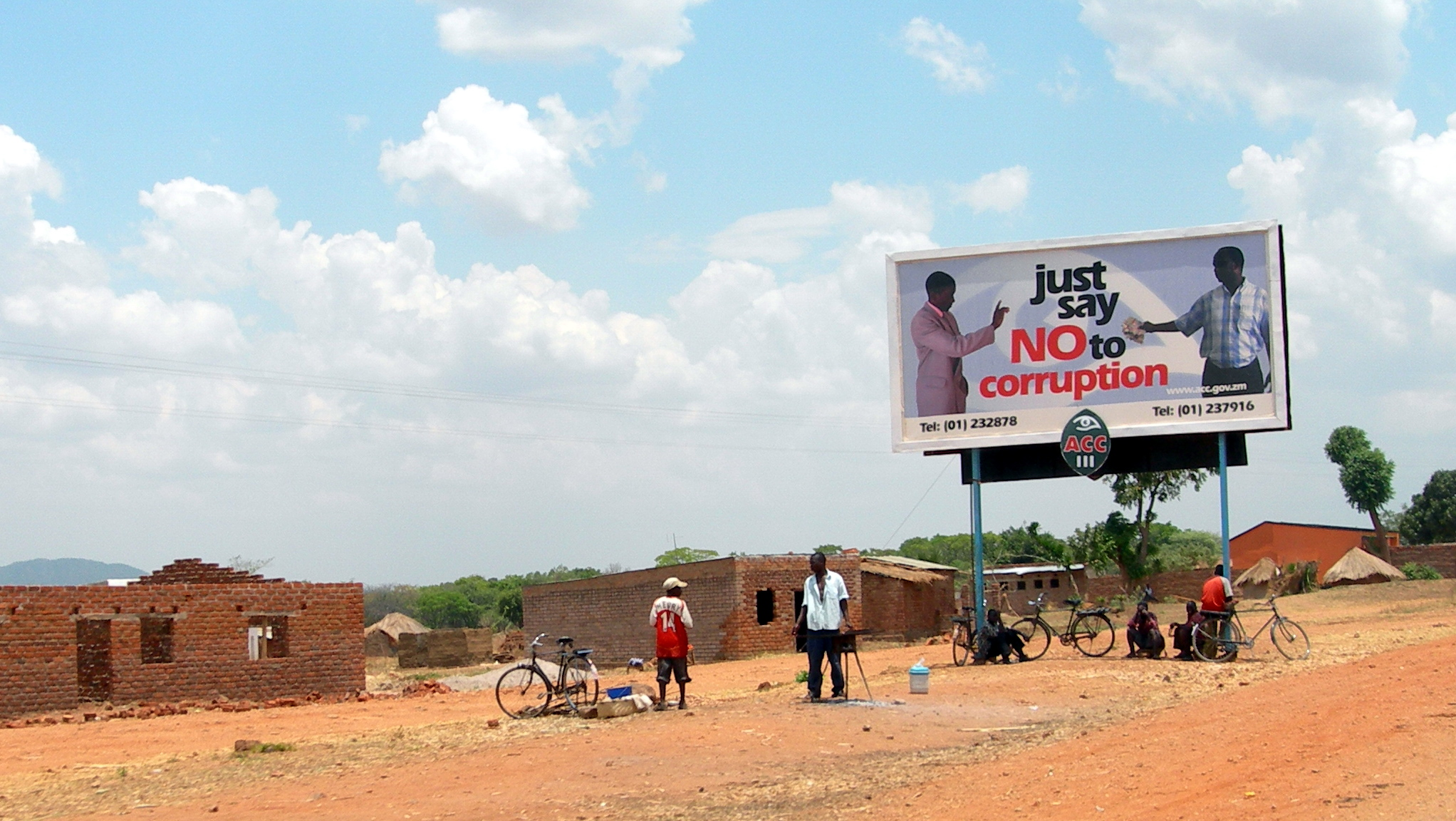
Korrupcióellenes plakát Zambiában

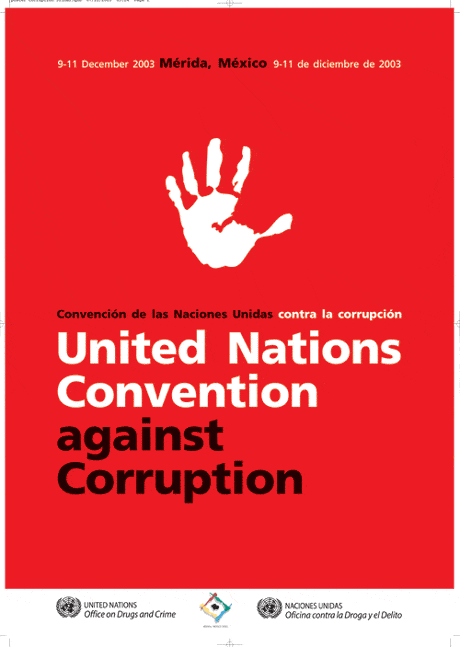
ENSZ egyezmény a korrupció ellen

A korrupció (a latin corruptĭo, romlás, rontás szóból) olyan törvénybe vagy közerkölcsbe ütköző cselekedet, amely során valaki pénzért vagy más juttatásért vagy juttatásra való kilátásért cserébe jogosulatlan előnyhöz juttat másokat. Magába foglalhatja a megvesztegetést, a befolyással való üzérkedést, a sikkasztást, valamint a lobbizást is. Attól függően, hogy milyen pozícióban van az előnyhöz juttató, beszélhetünk például politikai, közigazgatási, orvosi, rendőri, katonai vagy gazdasági korrupcióról.
A politikai, gazdasági stb. korrupciónak egyöntetűen elfogadott definíciója nincsen, mint ahogy a korruptnak tekintett tevékenység határai is kultúráról kultúrára és korszakról korszakra változnak. Egyes definíciós kísérletek a közérdek vagy a társadalmi feladat fogalmán alapulnak, mások a piaci folyamatok elnyomásán.
Ezzel szemben az egyes államok büntetőjoga ismeri, pontosan meghatározza és büntetni rendeli a korrupciós bűncselekményeket.
Igen gyakori eset, hogy a sajtóban politikai korrupciónak nevezett cselekmény jogilag nem minősül korrupciós bűncselekménynek.
A korrupció napjainkban a legelterjedtebb a kleptokráciákban, az oligarchiákban, a fejlődő, ún. kábítószer-államokban és a maffiaállamokban, de valamilyen mértékben a fejlett és gazdag kapitalista államokban is létezik. A 2020-as évek elején Magyarország az EU-ban a legkorruptabb ország.

## Eszmetörténet

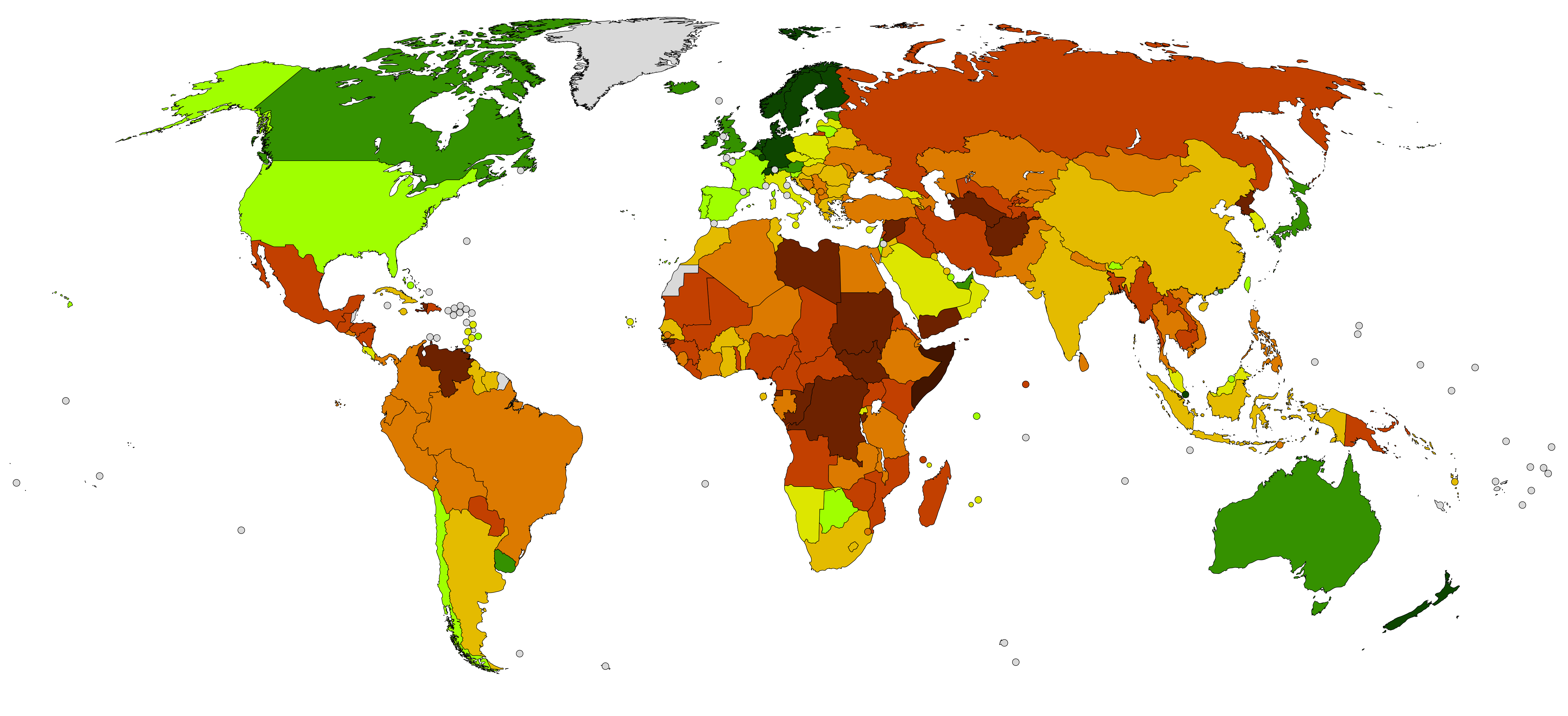
A korrupció mértéke világszerte, 2019-ben.
Sötétzöld: a legkevésbé korrupt; barna-vörös: a legkorruptabb.
A felmérések alapján Magyarország ekkor Romániával egy szinten volt.

Niccolò Machiavelli Polübiosztól vette át a fogalmat: a corruzione nála a kormányzás romlását jelenti, még az okoktól teljesen függetlenül. Ebben az átfogó értelemben használták a 18. századi Angliában is, de ekkor már a megvesztegetés is a szó jelentési körébe tartozott.

## A korrupciós bűncselekmények köre
A korrupciós bűncselekmények a Btk. XXVII. fejezetében találhatóak. E bűncselekményi körbe tartozik:
- a vesztegetés,
- a vesztegetés elfogadása,
- a hivatali vesztegetés,
- a hivatali vesztegetés elfogadása,
- a vesztegetés bírósági vagy hatósági eljárásban,
- a vesztegetés elfogadása bírósági vagy hatósági eljárásban,
- a vesztegetés feljelentésének elmulasztása,
- a befolyás vásárlása,
- a befolyással üzérkedés.

A Büntető Törvénykönyvről szóló 1978. évi IV. törvény szerinti korrupciós bűncselekmények:
Hivatali korrupció: passzív és aktív hivatali vesztegetés; gazdálkodó szervezet vezetője (ellenőrzésre vagy felügyeletre feljogosított tagja vagy dolgozója) mulasztásával lehetővé tett aktív hivatali vesztegetés; hivatali befolyással üzérkedés; befolyás vásárlása; aktív hivatali vesztegetés nemzetközi kapcsolatban; a gazdálkodó szervezet vezetője (ellenőrzésre vagy felügyeletre feljogosított tagja vagy dolgozója) mulasztásával lehetővé tett aktív hivatali vesztegetés nemzetközi kapcsolatban; passzív hivatali vesztegetés nemzetközi kapcsolatban,befolyással üzérkedés nemzetközi kapcsolatban.
Gazdasági korrupció: passzív gazdasági vesztegetés; költségvetési szerv (gazdálkodó szervezet, társadalmi szervezet) intézkedésre jogosult dolgozója (tagja) által elkövetett passzív gazdasági vesztegetés; aktív gazdasági vesztegetés; gazdasági befolyással üzérkedés; aktív gazdasági vesztegetés nemzetközi kapcsolatban
Igazságügyi korrupció: igazságszolgáltatással (más hatósági szolgáltatással) összefüggő (aktív és passzív) vesztegetés Vesztegetés feljelentésének elmulasztása: vesztegetés feljelentésének elmulasztása; vesztegetés feljelentésének elmulasztása nemzetközi kapcsolatban
Korrupciós jellegű bűncselekmények: visszaélés személyes adattal; a választás, a népszavazás és a népi kezdeményezés rendje elleni bűncselekmény; hivatali visszaélés; bűnpártolás; nemzetközi bíróság előtt elkövetett igazságszolgáltatás elleni bűncselekmény; jogosulatlan gazdasági előny megszerzése; csődbűncselekmény; versenyt korlátozó megállapodás közbeszerzési és koncessziós eljárásban; hitelezési csalás; gazdasági adatszolgáltatási kötelezettség elmulasztása; bennfentes kereskedelem; gazdasági titok megsértése; pénzmosás; pénzmosással kapcsolatos bejelentési kötelezettség elmulasztása; az Európai Közösségek pénzügyi érdekeinek a megsértése; hűtlen kezelés; bitorlás; szerzői, vagy szerzői joghoz kapcsolódó jogok védelmét biztosító műszaki intézkedés kijátszása; szolgálati visszaélés.

## Korrupció következményei
Egy 2017-ben készült tanulmány szerint a következő tényezőket tulajdonítják a korrupció okozatainak:
- Magasabb szintű piaci és politikai monopólium
- Alacsony szintű demokrácia, gyenge civil részvétel és alacsony politikai átláthatóság
- A bürokrácia és a nem hatékony igazgatási struktúrák magasabb szintje
- Alacsony sajtószabadság
- Alacsony gazdasági szabadság
- Nagy etnikai megosztottság és magas csoporton belüli előny
- A nemek közötti egyenlőtlenség
- Alacsony fokú integráció a világgazdaságban
- Nagy kormányzati méret
- Alacsony szintű kormányzati decentralizáció
- A korábbi francia, portugál, belga vagy spanyol gyarmatok nagyobb korrupciót mutatnak, mint a korábbi brit vagy holland telepek
- Erőforrás-gazdagság
- Szegénység
- Politikai instabilitás
- Gyenge tulajdonjogok
- Fertőzés a korrupt szomszédos országokból
- Alacsony iskolai végzettség
- Alacsony szintű internet-hozzáférés

## Magyarországon
A rendszerváltás során szabadabbá váló piacgazdasági környezetben a közvéleményben nagyobb felháborodást okoztak az 1990-es évek emlékezetes sikkasztásos botrányai. (Például a privatizációs visszaélések, az olajbűnözés, a Tocsik-ügy és a Globex Holding ügye.) A 2004-es Európai Uniós csatlakozást megelőző években, az 1998-2002 között tartott tárgyalássorozat időszakában (Orbán Győző bányái, az Ezüsthajó Kft. és az Agrármarketing Centrum körüli problémák ellenére) még fontos szerepet töltött be az államháztartás költségvetési átláthatóságának biztosítása és a pénzügyi csalások, illetve a közpénzek hűtlen kezelésének rendszerszintű visszaszorítása. (A törekvés eredményeként született a 2003. évi XXIV. "üvegzseb" törvény.) A csatlakozást követően ismét csökkenni kezdett a gazdaságirányítás antikorrupciós fegyelme. (Példa erre a Zuschlag-ügy és a nokiásdobozos balhé.) A Transparency International 2008-ban közzétett jelentése szerint a korrupció Magyarországon széles körben elterjedt, különösen veszélyes az üzleti és az állami szféra találkozási pontjain, és jelentős probléma, hogy a rajtakapott politikusokkal és/vagy gazdasági szereplőkkel szemben túl elnéző a társadalom megítélése. „A Magyarországon tevékenykedő üzletemberek szerint hazánkban nem, vagy csak rendkívül nehezen lehet korrupciómentesen érvényesülni az üzleti életben. A gazdasági élettel összefüggő korrupciós jelenségek az üzletemberek számára nagyobb problémát jelentenek az üzleti és a közszféra találkozásánál, mint az üzleti szektoron belül. A párt- és kampányfinanszírozás reformja, a jogszabályok következetes végrehajtása, valamint az etikus üzleti magatartás terjedése nélkül nem fékezheti meg a korrupció” – írta közleményében a Transparency.

### 2010-es évek
2014-ben a 175 országot rangsoroló indexben 54 pontot kapott, és ezzel az ország akkor még a 47. helyen állt. Az elkövetkező években a helyzet tovább romlott, a Transparency International jelentése szerint 69. helyre került, ezzel az Európai Unió országai közül a legkorruptabb országok között foglal helyet.
2014 az USA hat magyar tisztviselőnek tiltották meg a beutazást az Egyesült Államokba, korrupciós vádak miatt.
Miután köztük a NAV-elnök Vida Ildikó neve is nyilvánosságra került, Orbán Viktor a nemzeti függetlenségre hivatkozva a védelmébe vette őt.
A 2010-es években az Európai Parlament képviselői hívták fel a figyelmet a magyarországi uniós forrásokkal való visszaélésekre, azután, hogy nyilvánosságra került az Európai Csalás Elleni Hivatal (OLAF) jelentése Orbán Viktor veje, Tiborcz István tulajdonában lévő céghez kapcsolódó problémás közbeszerzésekről (ld. Elios-ügy). Az országban érdemi nyomozást a rendőrség nem mert lefolytatni ellene.
Az Európai Unió (EU) 2014-es jelentése szerint a magyarok 89 százaléka gondolja azt, hogy a korrupció náluk széles körben elterjedt, szemben az EU átlag 76%-val. A megkérdezett magyarok szerint 13 százalékától már elvárták, hogy megvesztegessen (szemben az EU átlag 4%-val).

### 2020-tól
Magyarország világviszonylatban közepesen korrupt ország, míg az Európai Unióban a legkorruptabb csoporthoz tartozott. A felmérés alapján a nyugat-európai országok, illetve a visegrádi és a balti országok kevésbé korruptak, mint Magyarország. 2020-ban az Európai Unión belül utolsóként az ország holtversenyben van Bulgáriával és Romániával (25. hely).
2020-ban a Transparency International felmérésében a korrupció mértékében Magyarország Romániával, Bulgáriával, Jamaikával, Tunéziával és Dél-Afrikával együtt a világ országai közül a 69. helyre került, a globális átlagot egy kicsit felülmúlva.
A 2020-as brüsszeli jogállamisági jelentés kiemelte a Magyarországon problémás korrupciót és azt, hogy a politikailag magas rangú személyek által elkövetett korrupciós ügyeket nagyon ritkán vonnak büntetőeljárás alá; az utóbbi években a kormánytisztviselők ellen nem is indult büntetőeljárás. Az ügyek zöme csak az alacsonyabb rendű közszolgálati tisztviselőket érint, például adó- és vámtisztviselőket, esetleg alacsonyabb fokon álló országgyűlési képviselőket.
A Transparency International 2022-es Korrupcióérzékelési indexe alapján Magyarország az Európai Unió legkorruptabb tagállamává vált. A 180 országot vizsgáló felmérés 77. helyén végzett, 1 pontot és 4 helyezést rontva az egy évvel korábbi állapothoz képest.
A Transparency 2024-es listáján továbbra is Magyarország az Európai Unió legkorruptabb országa és a világ 180 vizsgált állama közül a 82. helyre csúszott. 2025 januárja és áprilisa között Rogán Antalt az amerikai kormány az úgynevezett Magnyitszkij szankciós listára helyezte korrupciós tevékenység miatt.

## Nemzetközi viszonylatban
Az USA kormánya ún. Magnyitszkij-törvényt hozott több ország súlyos korrupciós esetek elkövetői üzleti tevékenységének korlátozására.